# ViaQuatro
ViaQuatro é uma empresa pertencente a Motiva, sendo responsável pela operação, manutenção e investimentos de mais de US$ 2 bilhões na Linha 4–Amarela do Metrô de São Paulo por 30 anos, através do primeiro contrato de concessão público-privada do país, em parceria com o Governo do estado de São Paulo, em 2006.
No contrato assinado de concessão público-privada, cabe ao Metrô de São Paulo implantar a infraestrutura civil da Linha (construção das estações, subestações, pátio de estacionamento e manutenção, além dos túneis, etc.), sendo a concessionária responsável pela operação e manutenção da linha e pela aquisição do material rodante (trens) e de sistemas como o de sinalização, telecomunicações e CCO - Centro de Controle Operacional.

## Frota da ViaQuatro
A Linha 4 Amarela conta com uma frota de 174 carros
| Linha | Ano       | Fabricante | País de Origem | Trens | Numeração Frota / Carros |
| 4     | 2008/2010 | Rotem      | Coreia do Sul  | 29    | 401 a 429                |